# کارن کاراپتیان
کارن کاراپتیان (ارمنی: Կարեն Կարապետյան؛ زادهٔ ۱۴ اوت ۱۹۶۳) یک سیاست‌مدار اهل ارمنستان است و از تاریخ ۹ سپتامبر ۲۰۱۶ تا ۹ آوریل ۲۰۱۸ سمت نخست‌وزیری ارمنستان را برعهده داشت. وی برندهٔ جوایزی همچون نشان آنانیا شیراکاتسی شده‌است.